# Morowino
Morowino (ros. Моровино) – wieś (dieriewnia) w Rosji, w obwodzie leningradzkim, w rejonie łużskim. W 2010 liczyła 78 mieszkańców.